# Tracoma

Anys de vida ajustats per discapacitat per al tracoma per cada 100.000 habitants el 2002.
sense dades
menys de 10
10-20
20-40
40-60
60-80
80-100
100-200
200-300
300-400
400-500
500-600
més de 600

El tracoma (Grec: τράχωμα, 'aspror') és una malaltia infecciosa, originada per tres serovars (A, B i C) del bacteri Chlamydia trachomatis, que provoca una característica rugositat de la superfície interna de les parpelles i lesions a la còrnia. És la principal causa infecciosa de ceguesa al món i una font molt important d'oftàlmies neonatals.

## Epidemiologia
A nivell mundial, hi ha 41 milions de persones que pateixen la infecció activa i prop de 8 milions de persones amb discapacitat visual a causa d'aquesta malaltia, la qual és endèmica en almenys 20 països. La majoria de casos es concentra en zones rurals pobres d'Àfrica central, Oriental i el Sahel, sobretot a les molt poblades i sense infraestructures sanitàries bàsiques. L'únic país desenvolupat amb àrees endèmiques és Austràlia, on encara apareixen casos entre els aborígens que viuen a llocs remots. L'OMS la inclou a la llista de malalties tropicals desateses i estima que uns 160 milions de persones estan en risc de patir-la; una xifra que ha disminuït dràsticament al llarg de les darreres dècades, ja que fa mig segle afectava a 500 milions.

## Història
És una de les patologies oculars amb registres documentals més antics. S'han trobat recomanacions per tractar-la en escrits xinesos datats c. l'any 2.600 aC i també al papir Ebers. A jaciments arqueològics de la ciutat d'Ur corresponents a l'edat del bronze es descobriren petites pinces de metall que, segons els experts, eren utilitzades per extreure les pestanyes incrustades característiques de la malaltia. Dioscòrides fou qui primer emprà el terme trachōma, fent referència a les cicatrius que origina als ulls. Es creu que els soldats repatriats després de l'expedició napoleònica de 1798–1801 introduïren la malaltia a Europa. A principis del segle xx, el tracoma tenia una alta prevalença a diversos països de la zona mediterrània europea, almenys fins a les campanyes sanitàries d'erradicació -més o menys generalitzades- del període d'entreguerres. A Espanya, la seva incidència fou considerable a nombroses províncies i, sobretot, en àmplies àrees rurals del sud-est peninsular. Es realitzaren múltiples programes de salut pública antitracomatosos, especialment entre la població infantil, però la malaltia fou encara endèmica a zones de dotze províncies durant la dècada de 1960.

## Transmissió
Es transmet per contacte interpersonal o amb fòmits, per les gotes de Flügge emeses al tossir o esternudar i a través de múscids portadors de secrecions oculars o nasals provinents de persones infectades. Musca sorbens és el principal insecte vector del tracoma i s'ha comprovat que el seu control disminueix la incidència de la malaltia a regions africanes altament endèmiques. Cal esmentar que els vectors del bacteri varien en funció de la zona geogràfica corresponent a l'endemisme. Per exemple, a Austràlia el dípter portador predominant és Musca vetustissima i a la Califòrnia meridional, Hippelates collusor.

## Patogènesi
La infecció té un període d'incubació de 3 a 10 dies i els símptomes inicials són epífora, conjuntivitis hiperèmica i secreció mucopurulenta. Sense tractament, és molt freqüent que apareguin després uns signes particulars: entropi (inversió de la vora palpebral cap al globus ocular), triquiasi (desviació anòmala de les pestanyes cap a la superfície cornial) i edema palpebral. Al final, es produeix una queratitis important que compromet la visió. Segons l'examen físic l'evolució de la malaltia es categoritza en cinc estadis, de menor a major gravetat:
- Inflamació tracomatosa fol·licular: cinc o més fol·licles de les pestanyes inflamats a la conjuntiva superior.
- Inflamació tracomatosa intensa: engruiximent i inflamació de la conjuntiva superior que impedeix l'observació oftalmoscòpica de la meitat dels seus vasos.
- Cicatrització tracomatosa: presència de cicatrius conjuntivals.[22]
- Triquiasi tracomatosa: almenys una pestanya està en contacte amb la còrnia.[23]
- Opacitat cornial fàcilment visible i localitzada sobre l'eix òptic.

La coinfecció tracomatosa activa per altres espècies del gènere Chlamydia és possible i es creu que podria ser responsable de molts casos de manca de resposta al tractament convencional amb antibiòtics observats a certes regions. Per una altra banda, el descobriment de noves famílies dins del fílum Chlamydiae i la comprovació de la seva presència en la superfície ocular de nens i adults residents a zones on la malaltia és endèmica, són fets que fan necessaris estudis específics relatius als possibles efectes de dites famílies sobre la patogenicitat de C. trachomatis i les interaccions entre aquest i la microbiota de l'ull.

## Prevenció i tractament
El 1996, l'OMS creà una aliança per a l'eliminació global del tracoma l'any 2020 (GET2020). El 2015 es va publicar el pla d'acció estratègica contra la malaltia elaborat per la Coalició Internacional pel Control del Tracoma. Al llarg de dues dècades s'ha aconseguit l'erradicació total del tracoma a Mèxic, Oman, Laos, Nepal i al Marroc, disminuint de forma considerable la càrrega de la malaltia a nivell mundial. No obstant això, diverses zones amb un endemisme molt alt, en especial d'Etiòpia, no han assolit els objectius de control previstos després de més de deu anys d'esforços sanitaris. Per reduir la prevalença del tracoma actiu al <5% en les regions endèmiques, les indicacions de l'OMS recomanen 3–5 distribucions anyals massives d'antibiòtic entre -com a mínim- el 80% de la població (una única dosi d'azitromicina oral o sis setmanes de tetraciclina tòpica en nens que no poden ser tractats amb azitromicina). Addicionalment, s'han d'implementar mesures d'higiene ambiental i facial per limitar la transmissió del bacteri, incloent la construcció de latrines dirigida a restringir les fonts d'alimentació de Musca sorbens.